# Јован Лакатош
Јован Лакатош (Апатин, 15. јул 1944) је српски орнитолог и фотограф природе.

## Биографија
Истраживањем фауне птица бави се од 1968. године. Већ 1969. године постаје сарадник Југословенске академије знаности и умјетности у Загребу. У заводу за орнитологију ЈАЗУ сарађује до краја 1989. године. Те године постаје сарадник Комисије за проучавање и заштиту птица Друштва еколога Војводине.
Са познатим режисером Петром Лаловићем, снима серију документарних и играних филмова о природи.
Књигу Птице Апатина објављује 1979, а на сличним пројектима је радио као коаутор или фотограф и са другим ауторима. Из области орнитологије је објавио 64 наслова у стручним и популарним часописима.
Сарађује са телевизијским кућама у земљи и иностранству. Награђен је на „Олимпусовом“ конкурсу на којем је за награду конкурисало 38.000 радова из читавог света.

## Путовања и експедиције
Почев од 1987. године интензивно путује по свету, и као орнитолог и фотограф учествује на међународном пројекту о белорепанима света. Као орнитолог и фотограф провео је многе дане на експедицијама по Блиском и Далеком истоку, Централном Сибиру, архипелагу Шантари, на Камчатки, у пределима Хималаја, Националним парковима Кеније, Танзаније, Занзибара, Националном парку „Еверглејдс“ на Флориди, и у многим пределима широм Европе.
С планинарима Србије освајао је многе врхове, међу којима су Килиманџаро (6895 м), Имја Тсе (Хималаји, 6160 м), Кала Патар (Хималаји, 5565 м), Чукунг Ри (Хималаји, 5065 м) и многи други у Европи. Последњих година приређује путовања широм наше земље, у Румунији, Мађарској и Немачкој.

## Филмографија (избор)
Са Петром Лаловићем
- Последња оаза
- Свет који нестаје
- Брига за потомство
- Животиње и љубав